# Hotel (1967)
Hotel é um filme estadunidense do gênero drama, dirigido por Richard Quine, roteirizado por Wendell Mayes, baseado no romance Hotel de Arthur Hailey. No seu elenco constam: Rod Taylor, Catherine Spaak, Merle Oberon, Karl Malden, Michael Rennie, Melvyn Douglas, Richard Conte e Kevin McCarthy. Música de Johnny Keating.

## Sinopse
Em Nova Orleans, no bairro francês, em um luxuoso hotel, desenrolam-se muitos dramas, envolvendo roubos, romance, chantagem, racismo e decadência.

## Elenco
- Rod Taylor            ... Peter McDermott
- Catherine Spaak        ... Jeanne Rochefort
- Karl Malden    ... Keycase
- Melvyn Douglas    ... Warren Trent
- Merle Oberon           ... Duquesa Caroline
- Richard Conte    ... Dupere
- Michael Rennie    ... Geoffrey - Duque de Lanbourne
- Kevin McCarthy    ... Curtis O'Keefe
- Carmen McRae    ... Christine
- Alfred Ryder    ... Capt. Yolles
- Roy Roberts    ... Bailey
- Al Checco            ... Herbie Chandler
- Sheila Bromley    ... Srta. Grandin
- Harry Hickox    ... Sam
- William Lanteau        ... Mason
- Ken Lynch            ... Joe Laswell
- Clinton Sundberg       ... Lawrence Morgan
- Tol Avery            ... Kilbrick
- Davis Roberts    ... Dr. Elmo Adams
- Ernest Anderson        ... Sol (sem créditos)
- Dee Carroll    ... Mãe (sem créditos)
- Jack Donner    ... Elliott (sem créditos)
- Lester Dorr    ... Ascensorista (sem créditos)
- Judy Norton-Taylor     ... Daughter (sem créditos)
- Angelique Pettyjohn    ... Stripper (sem créditos)
- Lee Stanley    ... Dixon (sem créditos)